# Villa Mansi

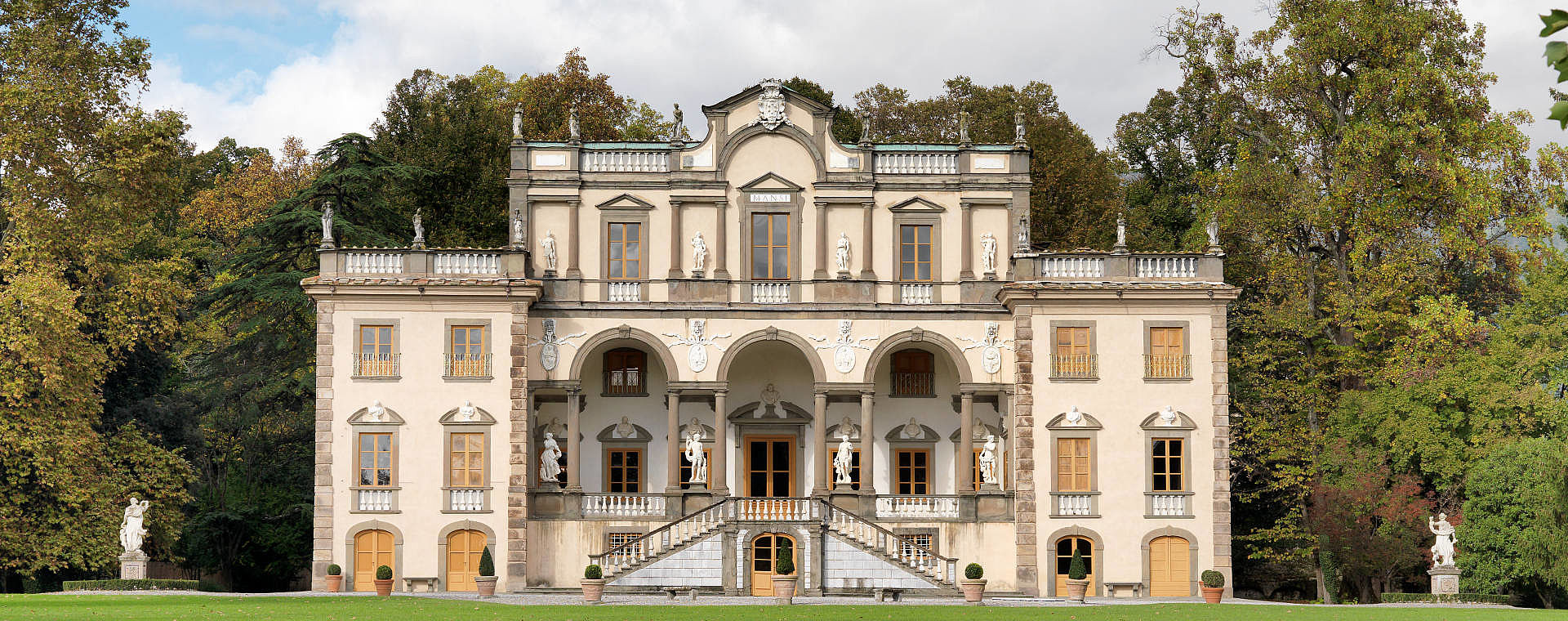
Villa Mansi

Die Villa Mansi liegt in Segromigno in Monte, via delle Selvette 242, einem Ortsteil von Capannori in der Provinz Lucca, Italien.

## Die Villa
Die Gräfin Felice Cenami hatte 1634/35 den aus Urbino stammenden Architekten Muzio Oddi mit dem Umbau und Vergrößerung des 1599 aus dem Besitz der Familie Benedetti stammenden Baus beauftragt. Er erweiterte den rechteckigen Bau mit zwei seitlichen Flügeln, die etwas vorspringen und dadurch die Front gliedern.
Ottavio Mansi, er stammte aus einer angesehenen Familie von Seidenhändlern, erwarb 1675 die Villa von der Familie Cenami. 1742 ließ Giovan Francesco Giusti den Mitteltrakt um ein Stockwerk erhöhen und eine Loggia vorlagern, die über zwei Treppenaufgänge zugänglich ist, sowie die Villa mit Balustraden und Statuen verzieren.
Luigi Mansi ließ den großen Salon mit dem Deckenfresko Triumph des Sonnengottes vom luccheser Malers Stefano Tofanelli ausschmücken, dem bedeutendsten Vertreter des luccheser Neoklassizismus.

## Der Garten
Zwischen 1725 und 1732 schuf der berühmte Architekt Filippo Juvarra für Ottavio Mansi einen Barockgarten mit Parterren, Buchsbaumeinfassungen und Wasserspielen. Davon haben jedoch nur wenige Elemente die Umgestaltung in einen romantischen Park im 19. Jahrhundert überlebt. Dazu zählt der in Teilen erhaltene Wasserlauf, das Fischbecken mit der Einfassung durch eine Steinbrüstung, sowie vereinzelt mythologische Figuren und die Grotte der Diana.
Das Aufkommen des Englischen Gartens in Europa wurde vom luccheser Adel und wohlhabenden Bürgertum mit großer Euphorie begrüßt. Die Parterre wurden durch Wiesen ersetzt und zahlreiche exotische Pflanzen und seltene Nadelhölzer fanden den Weg nach Lucca, wo sie dank des feucht-milden Klimas hervorragend gediehen. Die Kamelie wurde zur typischen Pflanze dieser Epoche. Das Verzeichnis der exotischen Bäume der Villa Mansi nennt weiters Zedern, Pinien, Palmen, Magnolien und natürlich Kamelien.

## Legende der Lucida Mansi
Lucida wurde 1606 als Tochter eines nicht aus Lucca stammenden Adelsgeschlechtes geboren. 1626 heiratete sie Vincenzo Diversi, der jedoch bereits zwei Jahre später unter ungeklärten Umständen ermordet wurde. 1635 heiratete sie den wesentlich älteren Gaspero Mansi. Durch ihre außerordentliche Schönheit war sie der umschwärmte Mittelpunkt zahlreicher Feste und ihre amourösen Abenteuer waren Gesprächsstoff der Gesellschaft. Zahlreiche ihrer Verehrer sollen jedoch unter mysteriösen Umständen für immer verschwunden sein. Lucida Mansi war von ihrer Schönheit selbst so angetan, dass sie ihr Schlafzimmer mit Spiegel auslegen ließ, um sich selbst zu bewundern. Als sie eines Tages die ersten Anzeichen des Alters bemerkte, schloss sie mit dem Teufel einen Pakt, der ihr für den Einsatz ihres Lebens, für weitere 30 Jahre makellose Schönheit versprach. Die Legende berichtet über ihr Ende in unterschiedliche Versionen. So soll sie, als die Stunde gekommen war, sich in ihrem Spiegelzimmer eingeschlossen haben, wo man später ihre Leiche, gealtert und von Würmern zerfressen, gefunden hat. Nach einer andern Version soll sie 1649 an der Pest gestorben sein, was jedoch verwundert, da die Villa erst 1675 von den Mansis erworben wurde.

## Öffnungszeiten
- Vom 1. April bis 31. Oktober: von 10:00 bis 13:00 und von 15:00 bis 18:00 Uhr
- Vom 1. November bis 31. März: von 10:00 bis 13:00 und von 15:00 bis 17:00 Uhr
- Montags geschlossen

### Weiterführende Literatur
- Germain Bazin: Du Mont's Geschichte der Gartenkunst. Lizenzausgabe. Komet, Frechen 1999, ISBN 3-933366-01-1.
- Torsten Olaf Enge, Carl Friedrich Schröer: Gartenkunst in Europa. 1450–1800. Vom Villengarten der italienischen Renaissance bis zum englischen Landschaftsgarten. Taschen, Köln 1990, ISBN 3-8228-0402-9.
- Marie Luise Gothein: Geschichte der Gartenkunst. Band 1: Von Ägypten bis zur Renaissance in Italien, Spanien und Portugal. 4. Auflage. Diederichs, München 1997, ISBN 3-424-013676-1.
- Dieter Hennebo (Hrsg.): Gartendenkmalpflege. Grundlagen der Erhaltung historischer Gärten und Grünanlagen. Ulmer, Stuttgart 1985, ISBN 3-8001-5046-8.
- Clemens Alexander Wimmer: Bäume und Sträucher in historischen Gärten. Gehölzverwendung in Geschichte und Denkmalpflege. Verlag der Kunst, Dresden 2001, ISBN 90-5705-148-6 (Muskauer Schriften 3).